# Rondibilis similis
Rondibilis similis är en skalbaggsart som beskrevs av Charles Joseph Gahan 1907. Rondibilis similis ingår i släktet Rondibilis och familjen långhorningar. Inga underarter finns listade i Catalogue of Life.